# Henricia sufflata
Henricia sufflata is een zeester uit de familie Echinasteridae.
De wetenschappelijke naam van de soort werd in 1889 gepubliceerd door Percy Sladen.